# كايل هايلاند
كايل هايلاند (بالإنجليزية: Kyle Hyland)‏ هو لاعب كرة قدم أمريكي في مركز الدفاع، ولد في 1 مارس 1991 في بيه فيليج في الولايات المتحدة. لعب مع اوكلاهوما سيتي أنرجي وإندي إليفن وكولومبوس كرو.

## وصلات خارجية
- كايل هايلاند على موقع الدوري الأمريكي (الإنجليزية)
- كايل هايلاند على موقع قاعدة بيانات كرة القدم.إي يو (الإنجليزية)
- كايل هايلاند على موقع Soccerway.com (الإنجليزية)